# Hyposidra bombycaria
Hyposidra bombycaria là một loài bướm đêm trong họ Geometridae.